# Cylindrocarpon liriodendri
Cylindrocarpon liriodendri är en svampart som beskrevs av J.D. MacDon. & E.E. Butler 1981. Cylindrocarpon liriodendri ingår i släktet Cylindrocarpon och familjen Nectriaceae.   Inga underarter finns listade i Catalogue of Life.